# NGC 7002
NGC 7002 ist eine elliptische Galaxie vom Hubble-Typ E1 im Sternbild Indianer am Südsternhimmel. Sie ist schätzungsweise 327 Millionen Lichtjahre von der Milchstraße entfernt und hat einen Durchmesser von etwa 145.000 Lichtjahren.
Im selben Himmelsareal befindet sich u. a. die Galaxie NGC 7004.
Das Objekt wurde am 30. September 1834 von John Herschel entdeckt.